# Internationale Dag van de Afschaffing van de Slavernij
De Internationale Dag van de Afschaffing van de Slavernij is een internationale herdenkingsdag van de Verenigde Naties op 2 december.
De Algemene Vergadering van de Verenigde Naties nam op 2 december 1949 resolutie 317 (IV) aan, waarin het overeen is gekomen om mensenhandel en gedwongen prostitutie tegen te gaan. Het accent van 2 december is in de loop van de jaren ook steeds meer komen te liggen op de uitbanning van moderne slavernij, inclusief vormen als huwelijksdwang, kinderarbeid en de inzet kindsoldaten. Amnesty international rekent tot moderne slavernij ook dwangarbeid, onmenselijke werkomstandigheden en schuldslavernij.
De Verenigde Naties kennen meer dan dertig herdenkingsdagen, waaronder ook de Internationale Dag ter Herinnering aan de Slavenhandel en de Afschaffing ervan op 23 augustus.
Individuele landen of koninkrijksdelen herdenken en vieren elk op een eigen datum de afschaffing van de slavernij. Voor een overzicht daarvan zie het lemma 'emancipatiedag'. De emancipatiedag voor de meeste gebiedsdelen van het voormalige Nederlandse koloniale rijk is 1 juli. 